# Врболике лишћаре
Врболике лишћаре (лат. Salicaceae) су породица биљака из реда Malpighiales.

## Родови
1. Abatia
2. Antinisa
3. Azara
4. Banara
5. Bartholomaea
6. Bembicia
7. Bembiciopsis
8. Bennettiodendron
9. Bivinia
10. Byrsanthus
11. Calantica
12. Carrierea
13. Casearia
14. Chosenia
15. Dissomeria
16. Dovyalis
17. Euceraea
18. Flacourtia
19. Hasseltia
20. Hasseltiopsis
21. Hecatostemon
22. Hemiscolopia
23. Homaliopsis
24. Homalium
25. Idesia
26. Irenodendron
27. Itoa
28. Laetia
29. Lasiochlamys
30. Ludia
31. Lunania
32. Macrohasseltia
33. Macrothumia
34. Mocquerysia
35. Neopringlea
36. Neoptychocarpus
37. Neosprucea
38. Olmediella
39. Oncoba
40. Ophiobotrys
41. Osmelia
42. Phyllobotryum
43. Pineda
44. Pleuranthodendron
45. Poliothyrsis
46. Populus
47. Prockia
48. Pseudoscolopia
49. Pseudosmelia
50. Ryania
51. Salix
52. Samyda
53. Scolopia
54. Scyphostegia
55. Tetrathylacium
56. Tisonia
57. Trichostephanus
58. Trimeria
59. Xylosma
60. Zuelania